# Южнокорейско-японские отношения
Южнокорейско-японские отношения — двусторонние дипломатические отношения между Республикой Корея и Японией.

## История
С 1910 по 1945 год Корея находилась под властью Японии, что отравляет современные отношения Японии с Республикой Корея и КНДР. 
В мае 1947 года была принята Конституция Японии, в девятой статье которой был юридически закреплён отказ Японии от участия в военных конфликтах.
Япония уделяет много внимания выстраиванию отношений с обеими Кореями, так как осознает важность этой политики для обеспечения стабильности в Азии, а также для собственной безопасности. Япония является одной из четырех крупных мировых держав (наряду с Соединёнными Штатами Америки, Россией и КНР), которые имеют свои интересы на Корейском полуострове. Однако, участие Японии в решении политических проблем и вопросов по обеспечению безопасности на Корейском полуострове более ограничено, чем участие других трех держав. Опросы населения в послевоенное время в Японии и Южной Корее показали, что люди в этих странах испытывают глубокую неприязнь друг к другу.
После начала Корейской войны летом 1950 года началась ремилитаризация Японии (10 августа 1950 года в составе полиции был создан резервный полицейский корпус; в августе 1952 года он был преобразован в корпус безопасности, а в 1954 году - в силы самообороны Японии) и восстановление японской военной промышленности. Территория Японии использовалась вооружёнными силами Соединенных Штатов Америки, участвовавшими в войне. 
Корабли японского торгового флота использовались для перевозки военных грузов США (только в период с 1 июля 1950 до 16 октября 1950 года для перевозки военных грузов на Корейский полуостров штабом Макартура было зафрахтовано 248 японских судов). Морская охрана Японии принимала участие в поиске и тралении морских мин в водах между Японией и Корейским полуостровом.
Также японское правительство поддерживало Республику Корея другими методами. 
После начала войны во Вьетнаме (в которой с 1964 года были задействованы войска США) заинтересованность военно-политического руководства США в установлении дипломатических отношений и развитии военных связей между Южной Кореей и Японией увеличилась. 
22 июня 1965 года при посредничестве участии США были подписаны основной договор об отношениях между Японией и Южной Кореей, а также договор о установлении дипломатических отношений между Японией и Южной Кореей. В том же 1965 году имела место первая сделка между Южной Кореей и Японией по продаже военной техники (был подписан контракт о продаже Южной Корее четырёх новых вертолётов Kawasaki KH-4 - первые два из них были поставлены в 1966 году, после чего выполнение контракта было прекращено).
На повестке дня в отношениях между странами стояли: налаживание торговых отношений, статус корейского меньшинства в Японии, содержание разделов по истории в учебниках, отношения Токио и Пхеньяном. 
В августе 1979 года при содействии США было подписано соглашение между Японией и Южной Кореей (в соответствии с которым корабли ВМС Южной Кореи получили разрешение заходить в порты Японии).
Япония также выступала посредником в контактах между Республикой Корея и КНР, что способствовало расширению китайско-южнокорейских отношений в 1980-х годах.
Япония и Южная Корея являются географическими соседями, но учитывая сложную совместную историю, между странами сложились нестабильные отношения. C 1987 года начались регулярные контакты между министрами иностранных дел двух стран, главным вопросом являлось развитие торговых отношений между Японией и Республикой Корея. Министр иностранных дел Японии заявлял, что его страна готова помочь Сеулу в организации и проведении Олимпийских игр. В 1990-х годах Сеул и Токио подписали двустороннее соглашение о сотрудничестве в области морской безопасности и чрезвычайных ситуаций.
В 1988 году состоялась встреча министров иностранных дел обеих стран в Токио. Япония и Республика Корея договорились расширить обмен студентами и преподавателями, учредить комитет XXI века, а также наладить сотрудничество по обеспечению безопасности на Олимпиаде в Сеуле. Северная политика президента Республики Корея Ро Дэ У несколько смягчила негативное отношение Сеула к контактам Японии и КНДР. Социалистическая партия Японии, в частности, активизировала контакты не только с КНДР, но и с Сеулом. В октябре 1988 года бывший секретарь Социалистической партии Японии Исибаси Масаси был приглашен южнокорейскими политиками в Сеул. Визит Исибаси Масаси стал необычайно продуктивным: был улучшен имидж Социалистической партии Японии в Сеуле, а также он заявил о готовности стал посредником между Сеулом и Пхеньяном. Япония позитивно воспринимала улучшение отношений Республики Корея с КНР и КНДР, но не приветствовала потепление отношений между Сеулом и Москвой.
В 2013 году Япония впервые после окончания второй мировой войны оказала военную помощь вооружённым силам иностранного государства - подразделению южнокорейской армии "Hanbit Unit" из состава миротворческих войск ООН в Южном Судане (UNMISS) бесплатно передали 10 000 шт. патронов 5,56 × 45 мм НАТО.
В последние годы, однако, отношения имеют тенденцию к ухудшению из-за многих споров, в том числе: территориальные претензии на Лианкур, посещение японскими премьер-министрами храма Ясукуни, разные взгляды на политику императорской Японии по отношению к колониальной Корее, а также отказ Японии принести извинения и выплатить компенсацию за жестокое обращение с корейскими женщинами во время Второй мировой войны. Эти противоречия между странами осложнили задачу для американцев по созданию общего фронта в этом регионе против Китайской Народной Республики.
В 2014 году World Service BBC провёл опрос: 13 % японцев относятся к Южной Корее положительно, а 37 % выражает отрицательное мнение, в то время как 15 % южных корейцев относятся к Японии положительно, а 79 % выражает отрицательное мнение, что делает Южную Корею одной из наиболее негативно воспринимающих Японию нацией в мире. Министерство иностранных дел Японии характеризует отношения с Южной Кореей через призму объединяющих фундаментальных ценностей, таких как: свобода, демократия, уважение основных прав человека, общие интересы по поддержанию мира в регионе.
7 марта 2023 года Республика Корея и Япония завершили двусторонние переговоры о компенсациях жертвам принудительного труда во время японского колониального господства.
США планируют создать вместе с Японией и Республикой Корея новый трехсторонний союз, призванный усовершенствовать имеющиеся у США двусторонние механизмы обсуждения вопросов ядерного сдерживания, а также расширить обмен информацией об американском ядерном потенциале. 
В октябре 2023 года Япония и Южная Корея впервые за девять лет провели в Сеуле переговоры на уровне замминистров иностранных дел, возобновив "стратегический диалог", прерванный в 2014 году 

### Эскалация 2019 года
С 1 июля 2019 года Токио ввёл экспортные ограничения на материалы стратегического назначения (материалы для полупроводниковой промышленности) для Кореи, это вызвано решением Верховного суда Кореи обязать японские компании выплатить компенсации потомкам корейских рабочих, которых принудительно мобилизовали для работы на заводах концернов в годы оккупации Корейского полуострова Японией в 1910—1945 годов. Ситуация привела к осложнению всего комплекса южнокорейско-японских отношений, стороны перешли к обвинениям в адрес друг друга и по чисто политическим вопросам; в Корее началась кампания бойкота японской продукции. 12 августа Южная Корея вычеркнула Японию из списка стран, которые имеют право на ускоренный импорт своей продукции (Сеул обещал сделать это в начале августа, когда Токио ввел аналогичные санкции, но попросил не считать местью) — с сентября японским компаниям, работающим с Южной Кореей, придется ждать для завершения всех процедур не 5 дней, а 15.
Постоянный комитет Совета национальной безопасности Республики Корея 11 февраля 2021 г. единогласно принял решение продолжить проведение внешней политики страны в отношении Японии, способствующей снижению уровня напряженности между двумя государствами.
В январе 2023 года представитель министерства иностранных дел Республики Корея Со Мин Чжун выразил протест заместителю главы дипмиссии Японии в Сеуле в связи продолжающимися притязаниями Японии на острова Токто (Такэсима).

## Торговые отношения
В 1991 году Япония экспортировала товаров в Республику Корея на сумму 29,1 млрд долларов США, а импортировала при этом южнокорейских товаров на сумму почти 5,8 млрд долл.
В 1990 году прямые инвестиции Японии в экономику Республики Корея составили сумму 4,4 млрд долларов. Японские и южнокорейские фирмы налаживали взаимовыгодные отношения, что давало Японии преимущество на растущем рынке этой страны. Многие южнокорейские продукты были основаны на японском дизайне и технологиях.
В 1990 году произошел резкий рост импорта южнокорейской продукции в Японию, что частично объясняется результатом деятельности японских инвесторов в Республике Корея.
В 2016 году Республика Корея экспортировала товаров в Японию на сумму 24,4 млрд долларов, а японский экспорт в Республику Корея составил сумму 46,2 млрд долларов.